# 塔亚河畔魏德霍芬县

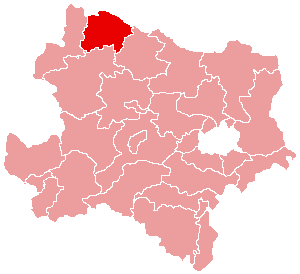
塔亚河畔魏德霍芬县在下奥地利州的位置

塔亚河畔魏德霍芬县（德語：Bezirk Waidhofen an der Thaya）是奥地利下奥地利州所辖的一个县。总面积669.1平方公里，总人口28197，人口密度42人/平方公里（2001年）。行政中心位于塔亚河畔魏德霍芬。

## 行政区域
塔亚河畔魏德霍芬县辖有15个市镇。